# Livezeni
Livezeni (Jedd en hongrois) est une commune roumaine du județ de Mureș, dans la région historique de Transylvanie et dans la région de développement du Centre.

## Géographie
La commune de Livezeni est située dans le centre du județ, dans les collines de Niraj, à 5 km à l'est de Târgu Mureș, le chef-lieu du județ, dont elle est quasiment un faubourg.
Jusqu'en 2004, la municipalité de Livezeni comptait six villages. À cette date, les deux villages de Bozeni et Corunca ont formé une commune indépendante.
La municipalité est maintenant composée des quatre villages suivants (population en 2002) :
- Ivănești (306) ;
- Livezeni (1 219); siège de la municipalité ;
- Poienița (302) ;
- Sânișor (196).

## Histoire
La première mention écrite du village date de 1505 sous le nom de Yedd.
La commune de Livezeni a appartenu au royaume de Hongrie, puis à l'empire d'Autriche et à l'Empire austro-hongrois.
En 1876, lors de la réorganisation administrative de la Transylvanie, elle a été rattachée au comitat de Maros-Torda.
La commune de Livezeni a rejoint la Roumanie en 1920, au traité de Trianon, lors de la désagrégation de l'Autriche-Hongrie. Après le deuxième arbitrage de Vienne, elle a été occupée par la Hongrie de 1940 à 1944, période durant laquelle sa petite communauté juive fut exterminée par les Nazis. Elle est redevenue roumaine en 1945.

## Politique
Le conseil municipal de Livezeni compte 11 sièges de conseillers municipaux. À l'issue des élections municipales de juin 2008, Vasile Tătar (Indépendant) a été élu maire de la commune.
| Parti                                      | Nombre de conseillers |
| ------------------------------------------ | --------------------- |
| Union démocrate magyare de Roumanie (UDMR) | 5                     |
| Parti civique hongrois                     | 2                     |
| Parti national libéral (PNL)               | 1                     |
| Parti démocrate-libéral (PD-L)             | 1                     |
| Parti social-démocrate (PSD)               | 1                     |
| Candidat indépendant                       | 1                     |

## Religions
En 2002, la composition religieuse de la commune était la suivante :
- Réformés, 72,33 % ;
- Chrétiens orthodoxes, 9,74 % ;
- Catholiques grecs, 6,47 % ;
- Catholiques romains, 4,59 % ;
- Adventistes du septième jour, 1,54 % ;
- Unitariens, 1,38 %.

## Démographie
En 1910, la commune comptait 645 Roumains (24,45 %), 1 819 Hongrois (68,95 %) et 166 Tsiganes (6,29 %).
En 1930, on recensait 984 Roumains (33,05 %), 1 753 Hongrois (58,88 %), 5 Juifs (0,17 %) et 229 Tsiganes (7,69 %).
En 2002, 540 Roumains (14,33 %) côtoient 2 808 Hongrois (74,56 %) et 413 Tsiganes (10,96 %). On comptait à cette date 820 ménages et 878 logements.
Jusqu'en 2002 compris, les statistiques démographiques de la commune incluent les villages de Corunca et Bozeni qui s'en sont séparés en 2004.
| 1850  | 1880  | 1900  | 1910  | 1930  | 1956  | 1977  | 1992  | 2002  |
| ----- | ----- | ----- | ----- | ----- | ----- | ----- | ----- | ----- |
| 2 215 | 2 168 | 2 710 | 2 638 | 2 977 | 3 447 | 4 022 | 3 477 | 3 766 |

| 2007  | - | - | - | - | - | - | - | - |
| ----- | - | - | - | - | - | - | - | - |
| 2 255 | - | - | - | - | - | - | - | - |

## Économie
L'économie de la commune repose sur l'agriculture. La commune de Livezeni possède également une fabrique de menuiseries PVC et aluminium, une chocolaterie et une fabrique d'ustensiles en inox.

## Communications

### Routes
Livezeni se trouve sur la route régionale DJ135 qui relie Târgu Mureș et Miercurea Nirajului.

## Lieux et monuments
- Livezeni, temple réformé de 1816.

- Sânișor, église en bois des Sts Archanges Michel et Gabriel du XVIIIe siècle.